# Tomoxia carinata
Tomoxia carinata es una especie de coleóptero de la familia Mordellidae.

## Distribución geográfica
Habita en Estados Unidos.